# Jackie Joyner-Kersee
Jackie Joyner-Kersee (Geburtsname Jacqueline Joyner; * 3. März 1962 in East St. Louis, Illinois) ist eine ehemalige US-amerikanische Weitspringerin und Siebenkämpferin. Sie ist dreifache Olympiasiegerin und vierfache Weltmeisterin.
Joyner-Kersee begann während ihrer Schulzeit mit der Leichtathletik und spielte zudem Basketball. Mit einem Sportstipendium studierte sie Anfang der 1980er-Jahre an der University of California in Los Angeles. 1984 nahm sie erstmals an den Olympischen Spielen teil. In den folgenden Jahren entwickelte sie sich zur weltweit führenden Siebenkämpferin: Zwischen 1986 und 1988 stellte sie in dieser Disziplin vier Weltrekorde auf und erzielte als erste Sportlerin mehr als 7000 Punkte. Bei den Olympischen Spielen 1988 in Seoul gewann Joyner-Kersee sowohl im Siebenkampf als auch im Weitsprung die Goldmedaille. Ihren dritten Olympiasieg feierte sie im Siebenkampf bei den Olympischen Spielen 1992 in Barcelona. 1998 bestritt Joyner-Kersee ihren letzten Mehrkampf. Nach ihrem Karriereende engagierte sie sich mit einer eigenen Stiftung für soziale Zwecke in ihrer Heimatstadt East St. Louis.
Amerikanische Sportmedien zählten Joyner-Kersee zu den herausragenden Athletinnen des 20. Jahrhunderts. Sie erhielt 1986 den James E. Sullivan Award und ist Mitglied der United States Olympic & Paralympic Hall of Fame wie auch der Hall of Fame des Leichtathletik-Weltverbands. Über weite Teile ihrer sportlichen Laufbahn wurde Jackie Joyner-Kersee von ihrem Ehemann Bob Kersee trainiert.

## Werdegang

### Herkunft
Jacqueline Joyner wurde am 3. März 1962 in der Industriestadt East St. Louis im US-Bundesstaat Illinois geboren. Ihre Eltern Mary Ruth und Alfred Joyner hatten 1960 als Teenager ihren ersten Sohn Al bekommen und im gleichen Jahr geheiratet. Als erste Tochter des Paares wurde Jacqueline Joyner auf den Wunsch ihrer Großmutter nach der amerikanischen First Lady Jacqueline Kennedy benannt. Sie bekam in den folgenden Jahren noch zwei Schwestern (* 1963, * 1964). Joyners Vater arbeitete nach der High School in der Montage für den Flugzeughersteller McDonnell Douglas. Er verlor die Stelle während des wirtschaftlichen Abschwungs in den 1970er-Jahren und nahm in der Folge Gelegenheits- und Teilzeitjobs an, ehe er einen neuen Arbeitsplatz bei einer Eisenbahnfirma in Springfield fand. Joyners Mutter arbeitete als Helferin in der Krankenpflege. Die Familie führte ein karges Leben, besaß aber ein eigenes Haus. Joyners Mutter erzog ihre Kinder religiös und nach strengen Verhaltensregeln, um ihnen Disziplin beizubringen. Für Joyner war sie emotional die wichtigste Stütze, während ihr Vater aufbrausend war und nur selten seine liebevolle Seite zeigte.
Die Umgebung ihres Elternhauses in East St. Louis – ein Schnapsladen, eine Billardhalle und mehrere Kneipen – beschrieb Joyner in ihrer Autobiographie später als „Anziehungspunkt für alle möglichen Säufer, Zuhälter, Gangster, Ex-Häftlinge und Stricher“ (im Original: „magnet for assorted winos, pimps, gangsters, ex-cons and hustlers“). Diese Männer verfolgten ihre illegalen Aktivitäten aber nicht vor den Augen der Kinder der Nachbarschaft, sondern traten nach Joyners Erinnerung vielmehr als Beschützer auf, wenn ihre Eltern abwesend waren. Der Aufstieg Joyners aus einem Leben im Ghetto am Rande der Gesellschaft wurde später in vielen sportjournalistischen Artikeln über sie als zentrales Thema aufgegriffen.

### Beginn der sportlichen Laufbahn in der Schulzeit
Von großer Bedeutung für Joyners Werdegang war das 1969 eröffnete Mary E. Brown Community Center in ihrem Stadtviertel. Erst erhielt sie hier Unterricht in Kunsthandwerk, Tanz und Cheerleading, bevor sie mit zehn Jahren zur Leichtathletik fand. Unter Anleitung ihres ersten Trainers George Ward bestritt sie zunächst 440-Yard-Läufe (in etwa 400-Meter-Läufe), ohne dabei vordere Ergebnisse zu erzielen. Stattdessen entwickelte sie eine Faszination für den Weitsprung und baute mithilfe ihrer Schwestern zuhause eine behelfsmäßige Sprunggrube, wo sie eigenständig übte. Ward wurde auf Joyners Interesse an der Disziplin aufmerksam, erkannte ihre natürliche Begabung und ließ sie in der Folge zusammen mit der Weitspringerin seines Teams trainieren.
Die Anfänge von Joyners sportlicher Entwicklung fielen zeitlich zusammen mit dem Inkrafttreten des Antidiskriminierungsgesetzes Title IX 1972, das öffentliche Bildungseinrichtungen in den USA dazu verpflichtete, unabhängig vom Geschlecht die gleichen Erziehungsprogramme anzubieten. Schulen durften nicht länger Sportmannschaften nur für Jungen öffnen, wenn für Mädchen kein vergleichbares Team bestand. Title IX führte insbesondere zu einer deutlichen Ausweitung der Sportangebote für Mädchen und junge Frauen, von der Joyner während ihrer Schulzeit profitierte. Ihr erster Trainer George Ward gründete im Sommer 1974 zusammen mit Nino Fennoy – Sportlehrer an einer Elementary School in East St. Louis – die East St. Louis Railers, ein gemischtes Team aus Schülerinnen und Schülern der gesamten Region, das zu Wettkämpfen der Amateur Athletic Union (AAU) antrat. Fennoy kümmerte sich um das Training der Mädchen bei den Railers und betreute Joyner über weite Teile ihrer Schulzeit. Er vermittelte ihr, dass sportliche Erfolge ein Sprungbrett zum College-Studium und damit zu einem Leben außerhalb von East St. Louis sein konnten. Zudem begann Joyner unter seiner Anleitung mit dem Training im Fünfkampf, einer Mehrkampf-Disziplin aus 100-Meter-Hürdenlauf, Kugelstoßen, Hochsprung, Weitsprung und 800-Meter-Lauf, bei der die Teilergebnisse zu einer Gesamtpunktewertung verrechnet werden.
Während ihrer Jahre auf der Lincoln High School verbesserte Joyner ihre Leistungen stetig: In der zehnten Klasse war sie die stärkste 440-Yard-Läuferin ihres Teams. Im Weitsprung stellte sie mit einer Weite von 20 Fuß und 7 1⁄2 Zoll (6,29 m) einen High-School-Rekord für den Bundesstaat Illinois auf. Im Fünfkampf nahm sie in den späten 1970er-Jahren erfolgreich an den AAU Junior Olympic Games teil. Bei der nationalen Ausscheidung für die Olympischen Spiele 1980 belegte sie im Weitsprung den achten Platz. Sie verpasste damit die Qualifikation für das US-Olympiateam.
Joyner trat nicht nur zu Wettkämpfen in der Leichtathletik an, sondern war in ihren letzten beiden Jahren an der Lincoln High School auch Kapitänin der Schulteams im Volleyball und Basketball. Mit den Basketballerinnen blieb sie in ihrem Senior-Jahr ungeschlagen und gewann die Meisterschaft von Illinois gegen ein Team aus Chicago. Joyner trug mit ihren Fähigkeiten maßgeblich zum Erfolg bei und erhielt Stipendienangebote verschiedener Colleges, die sie nach ihrem High-School-Abschluss 1980 für ihr jeweiliges Basketballprogramm rekrutieren wollten. Sie entschied sich für die University of California, Los Angeles (UCLA). Zum einen bewunderte sie die leitende UCLA-Basketballtrainerin Billie Moore, die mehrmals persönlich nach East St. Louis gereist war, um Joyner von einem Wechsel nach Kalifornien zu überzeugen, zum anderen erlaubte ihr die UCLA, neben Basketball auch weiterhin Leichtathletik zu trainieren.

### Collegezeit und erste Olympiateilnahme in Los Angeles 1984

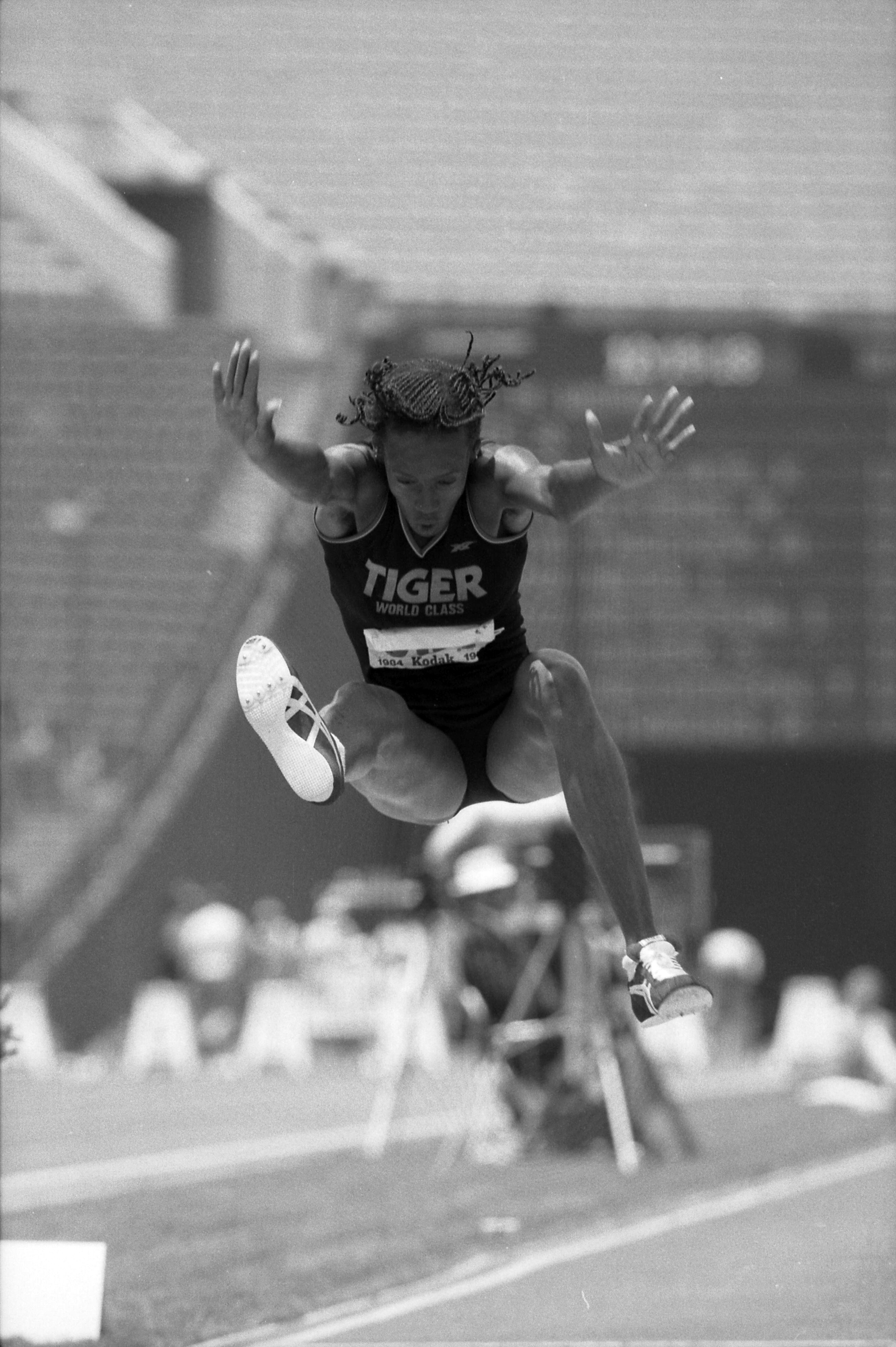
Jackie Joyner beim Weitsprung während der US Olympic Trials 1984

Von 1980 bis zu ihrem Bachelorabschluss 1986 studierte Jackie Joyner in Los Angeles an der UCLA mit dem Hauptfach Geschichte. Sie spielte die vier zulässigen Jahre im Basketballteam der UCLA Bruins – in der Saison 1983/84 setzte sie als Redshirt aus, um sich auf die Olympiavorbereitung in der Leichtathletik zu konzentrieren. Joyner etablierte sich während ihres ersten College-Jahres als Flügelspielerin (Forward) in der Startaufstellung der Bruins. Insgesamt erzielte sie 1167 Punkte für das Team. Sowohl in dieser Statistik wie auch bei der Zahl der Rebounds zählte sie zu den führenden Spielerinnen der Universität. 1984/85 qualifizierten sich die Bruins mit Joyner für die nationale Hochschulmeisterschaft, wo sie gegen das Team der University of Georgia ausschieden.
Während Joyners erstem Jahr an der UCLA, Anfang 1981, starb ihre Mutter nach einer bakteriellen Infektion am Waterhouse-Friderichsen-Syndrom. Joyner baute in der Folge ein Vertrauensverhältnis zu Bob Kersee auf, einem neuen Assistenztrainer im Leichtathletikprogramm der Universität, der seine Mutter ebenfalls früh verloren hatte und sie tröstete. Bis dahin hatte sich Joyner als Leichtathletin an der UCLA nicht gesehen und wertgeschätzt gefühlt. Dementsprechend war sie frustriert und knüpfte in ihren ersten Monaten in Los Angeles nicht an ihre Erfolge aus High-School-Zeiten an. Zwischenzeitlich erwog sie das Ende ihrer Leichtathletik-Karriere. Kersee, der eigentlich nicht für Joyners Training zuständig war, erhielt auf seinen Antrag hin die Erlaubnis, sie in Vollzeit zu betreuen. Unter seiner Anleitung fand Joyner wieder Freude an der Leichtathletik. Einen Trainingsschwerpunkt legte Kersee auf den Siebenkampf, das neue Mehrkampfformat für Frauen, in dem ab 1981 ergänzend zum Fünfkampf ein 200-Meter-Lauf und Speerwerfen ausgetragen wurden. Der Siebenkampf war für die Olympischen Spiele 1984 in Los Angeles erstmals als olympische Disziplin vorgesehen. Joyner gewann sowohl 1982 als auch 1983 den Siebenkampf bei den Meisterschaften der National Collegiate Athletic Association (NCAA). Wie ihr Bruder Al, der sich mittlerweile zu einem der führenden amerikanischen Dreispringer entwickelt hatte und ebenfalls bei Bob Kersee trainierte, wurde sie für die ersten Leichtathletik-Weltmeisterschaften im August 1983 in Helsinki nominiert. Beide Geschwister zogen sich dabei eine Zerrung in der Oberschenkelmuskulatur zu. Al Joyner belegte im Dreisprung den achten Rang, Jackie Joyner stieg aus dem Siebenkampf vorzeitig aus.
Joyner bereitete sich intensiv mit achtstündigen Trainingstagen auf die Olympischen Spiele in Los Angeles vor. Einen Schwerpunkt legte sie dabei auf ihre beiden schwächsten Disziplinen im Siebenkampf: den Speerwurf und das Kugelstoßen. Kersee erkannte dort, aber auch in den anderen Teildisziplinen, technische Schwächen bei Joyner, die bis dahin vor allem von ihrem Trainingsfleiß und ihrer natürlichen Begabung profitiert hatte. Bei der nationalen Olympiaqualifikation gewann sie den Siebenkampf und übertraf mit einem Ergebnis von 6520 Punkten den US-Rekord ihrer zehn Jahre älteren Kontrahentin Jane Frederick um 63 Punkte. Auch im Weitsprung qualifizierte sich Joyner für den Olympiakader der Vereinigten Staaten und erwarb sich damit den Ruf einer zur Spezialisierung fähigen Generalistin.
Wegen des Olympiaboykotts mehrerer Staaten des Ostblocks fehlten in Los Angeles die Siebenkämpferinnen der DDR, die bei den Weltmeisterschaften im Jahr zuvor alle drei Medaillen gewonnen hatten. In ihrer Abwesenheit gab es keine klaren Favoritinnen im Mehrkampf. Joyner bestritt den Wettbewerb mit Verletzungssorgen. Zwei Wochen vor den Olympischen Spielen hatte sie erneut Schmerzen in der Oberschenkelmuskulatur verspürt, die zwar weniger stark waren als bei den Weltmeisterschaften in Helsinki, sich aber auf ihre mentale Vorbereitung ausgewirkt hatten. Nach sechs von sieben Teildisziplinen des olympischen Siebenkampfs lag Joyner in der Gesamtwertung an erster Stelle. Im abschließenden 800-Meter-Lauf verlor sie ihren Vorsprung auf die Australierin Glynis Nunn, erzielte letztlich 6385 Punkte – fünf Punkte weniger als Nunn – und belegte damit den zweiten Platz. Ihr Bruder Al Joyner gewann am gleichen Tag, dem 4. August 1984, die olympische Goldmedaille im Dreisprung. Fünf Tage später platzierte sich Jackie Joyner im Weitsprung mit einem Resultat von 6,77 m auf dem fünften Rang.
Im Sommer 1985 entschied Joyner den Siebenkampf beim National Sports Festival in Baton Rouge für sich. Mit einem Ergebnis von 6718 Punkten verpasste sie es, den US-Rekord wiederzuerlangen, den Jane Frederick im vorangegangenen Herbst auf 6803 Punkte verbessert hatte. (Den Weltrekord hielt zu diesem Zeitpunkt die Ostdeutsche Sabine Paetz mit 6946 Punkten.) Anschließend bestritt Joyner mehrere internationale Wettkämpfe in Europa. Bei der Veranstaltung Weltklasse Zürich erzielte sie im Weitsprung mit einer Leistung von 7,24 m einen neuen US-Rekord.

### Sponsoring, erste Weltrekorde und Weltmeistertitel
Am 11. Januar 1986 heiratete Joyner ihren Trainer Bob Kersee in Long Beach. Zu Wettkämpfen trat sie ab dem Sommer 1986 unter dem Doppelnamen Joyner-Kersee an. Ein Jahr später heiratete ihr Bruder Al die Sprinterin Florence Griffith, die bei den Olympischen Spielen 1984 die Silbermedaille über 200 Meter gewonnen hatte und wie Jackie und Al Joyner bei Bob Kersee trainierte. Griffith und die Joyner-Geschwister waren Mitte der 1980er-Jahre Teil des von Bob Kersee ins Leben gerufenen World Class Track Clubs, dem auch die Sprint-Olympiasiegerinnen Valerie Brisco-Hooks und Jeanette Bolden sowie der Weltmeister im Hürdenlauf Greg Foster angehörten. All diese Sportler standen nach dem Abschluss ihres Studiums vor der Herausforderung, die weitere Ausübung ihres Sports jenseits des Stipendiensystems der Hochschulen zu finanzieren. Im World Class Track Club erhielten sie Sponsorengelder von Adidas: Der Sportartikelhersteller rüstete alle Mitglieder des Vereins aus – Joyner-Kersee unter anderem mit verschiedenen Schuhen für jede der Teildisziplinen im Siebenkampf – und bezahlte die Reisekosten zu Wettkämpfen. Die Athleten warben im Gegenzug für die Firma. Dieses Arrangement war durch die Lockerung der olympischen Amateurregeln möglich geworden, die es Athleten erlaubte, für die Ausübung ihres Sports bezahlt zu werden und dennoch bei Olympischen Spielen startberechtigt zu sein.
In den beiden Jahren vor den Olympischen Spielen 1988 in Seoul stieg Joyner-Kersee zur international führenden Siebenkämpferin und Weitspringerin auf. Im Mai 1986 gewann sie das Mehrkampf-Meeting Götzis mit 6841 Punkten und wurde damit wieder zur amerikanischen Rekordhalterin. Knapp zwei Monate später, am 6. und 7. Juli 1986, verbesserte sie den Weltrekord von Sabine Paetz bei den Goodwill Games in Moskau auf 7148 Punkte. Joyner-Kersee war die erste Athletin, die in einem Siebenkampf eine Wertung von mehr als 7000 Punkten erreichte. Im folgenden Monat bestätigte sie diese Leistung im Rahmen des Olympic Festivals in Houston bei Bahntemperaturen von etwa 50 °C mit einem erneuten Weltrekord von 7158 Punkten. 1987 gewann Joyner-Kersee den amerikanischen Meistertitel im Siebenkampf mit 6979 Punkten und stellte bei den Panamerikanischen Spielen in Indianapolis Heike Drechslers Weitsprung-Weltrekord von 7,45 m ein. Anschließend gewann sie bei den Weltmeisterschaften 1987 in Rom sowohl im Siebenkampf als auch im Weitsprung die Goldmedaille. Im Siebenkampf übertraf sie mit einem Ergebnis von 7128 Punkten zum dritten Mal die 7000-Punkte-Marke und hatte mehr als 500 Punkte Vorsprung auf die zweitplatzierte sowjetische Sportlerin Larissa Nikitina. Im Weitsprung landete sie bei 7,36 m und sprang damit mehr als 20 Zentimeter weiter als die beiden anderen Medaillengewinnerinnen Jelena Belewskaja und Heike Drechsler. Die Fachzeitschrift Sports Illustrated widmete Joyner-Kersee nach den Weltmeisterschaften ihr Titelbild und bezeichnete sie dort als „Super Woman“.

### Doppelter Olympiasieg in Seoul 1988 und Dopingvorwürfe

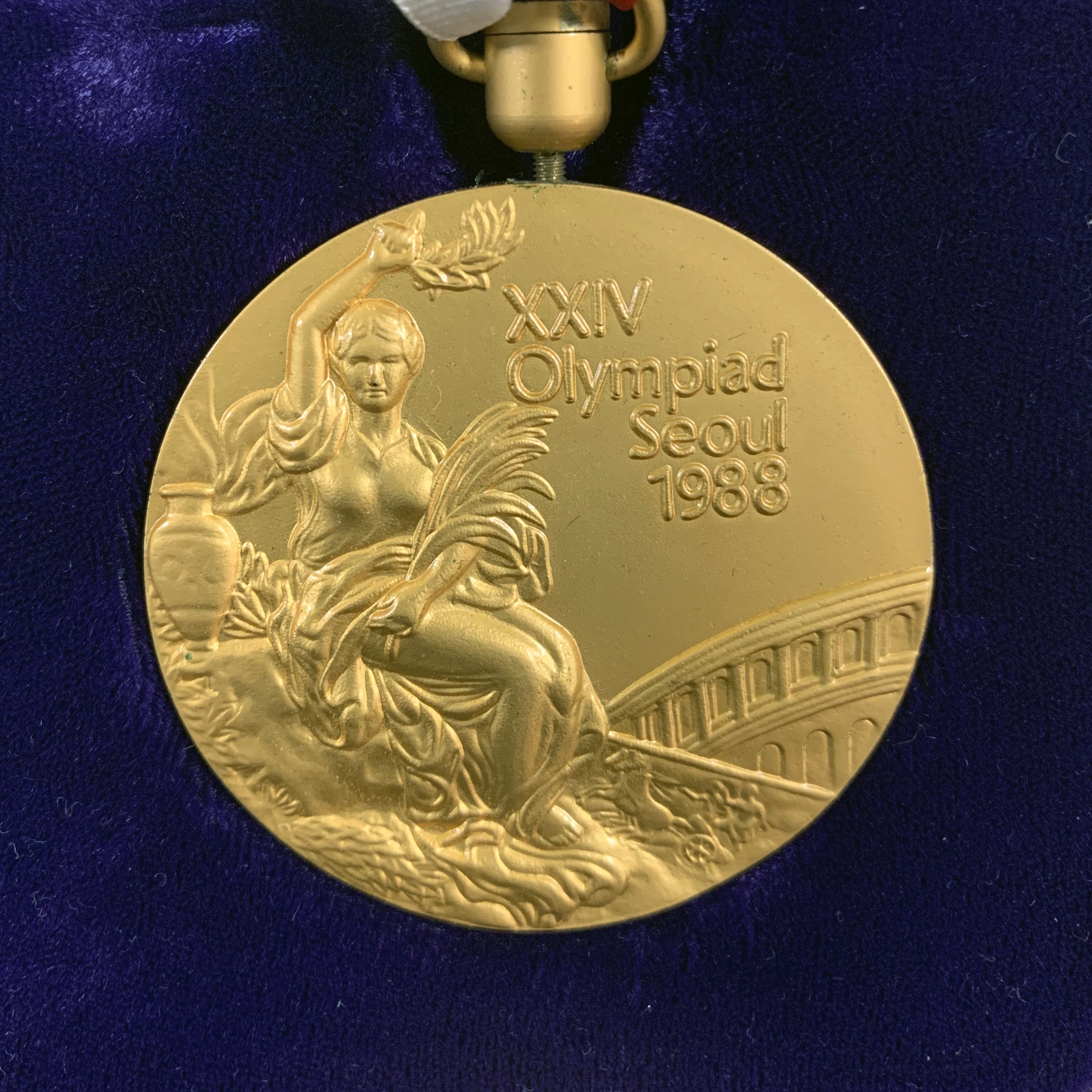
Olympische Goldmedaille von 1988

Für die Olympiateilnahme 1988 qualifizierte sich Joyner-Kersee mit einem Sieg bei den US Olympic Trials in Indianapolis, wo sie mit 7215 Punkten ihren eigenen Weltrekord ein weiteres Mal verbesserte. Ihr Vorsprung auf die zweitplatzierte Cindy Greiner betrug 989 Punkte. Entsprechend ihrer Vorleistungen war Joyner-Kersee klare Favoritin für den olympischen Siebenkampf. Sie erfüllte die Erwartungen: Mit 7291 Punkten erzielte sie in Seoul einen erneuten Weltrekord, während ihre stärkste Konkurrentin Sabine John (frühere Paetz) knapp 400 Punkte weniger erreichte. Auch im Weitsprung gewann Joyner-Kersee als erste Amerikanerin olympisches Gold. Sie sprang 7,40 m, damit olympischen Rekord und 18 Zentimeter weiter als die Silbermedaillengewinnerin Heike Drechsler. Nach den Olympischen Spielen schloss Joyner-Kersee weitere Sponsorenverträge ab, darunter mit dem Bekleidungseinzelhändler The Gap und dem Fast-Food-Unternehmen McDonald’s. Mehr Aufmerksamkeit in der US-Öffentlichkeit kam allerdings ihrer Schwägerin Florence Griffith-Joyner zu, die in Seoul drei Olympiasiege auf den Sprintstrecken errungen hatte und Ende der 1980er-Jahre klar die kommerziell erfolgreichste schwarze Sportlerin war.
Während der Olympischen Spiele 1988 wurde mit dem kanadischen 100-Meter-Sprinter Ben Johnson zum ersten Mal ein Leichtathletik-Olympiasieger wegen der Nutzung eines leistungssteigernden Steroids disqualifiziert. Medien berichteten in der Folge verstärkt über Dopinggerüchte und -anschuldigungen. Der brasilianische Mittelstreckenläufer Joaquim Cruz wies auf körperliche Veränderungen bei Joyner-Kersee und Griffith-Joyner hin und deutete an, dass die Athletinnen leistungssteigernde Mittel zum Muskelaufbau verwendeten. Der mehrfache Olympiasieger Carl Lewis sagte gegenüber Studenten – in der Annahme, das Gespräch werde nicht aufgezeichnet –, Bob Kersee versuche „jeden, den er kenne, unter Drogen zu setzen“ (im Original: „to put everyone he knows on drugs“) und der Trainer gehöre aus dem Sport verbannt. Später erhob auch der Sprinter Darrell Robinson öffentlich Dopingvorwürfe gegen Kersee. Joyner-Kersee bestritt die Anschuldigungen vehement und verwies bei einer Pressekonferenz darauf, dass sie in ihrer Kindheit die zerstörerische Wirkung von Drogen im privaten Umfeld gesehen habe. Diese Erfahrungen ließen es sie verabscheuen, fremde Substanzen in ihren Körper aufzunehmen. Im weiteren Verlauf ihrer Karriere wurde Joyner-Kersee mehrmals negativ auf Doping getestet. Allerdings gab es keinen Test unmittelbar nach den Olympischen Spielen 1988, der die Verwendung von Wachstumshormonen hätte nachweisen können. Die Historikerin Jennifer Lansbury kam in ihrer Betrachtung von Joyner-Kersees Laufbahn daher zu keinem klaren Schluss in der Frage, ob bei den olympischen Goldmedaillen und Weltrekorden Doping eine Rolle gespielt habe.

### Weitere Weltmeistertitel, Olympiasieg in Barcelona 1992 und Karriereende
In der Saison 1989 bestritt Joyner-Kersee erfolgreich Wettkämpfe im Hürdenlauf. Im 400-Meter-Hürdenlauf kam sie nahe an den US-Rekord heran, konnte diesen aber nicht brechen. 1990 gewann sie den amerikanischen Meistertitel im Weitsprung und außerdem die Goldmedaille im Siebenkampf bei den Goodwill Games in Seattle. Ihre Ergebnisse von 7,08 m beziehungsweise 6783 Punkten blieben dabei hinter denen zurück, die sie zwischen 1986 und 1988 erreicht hatte. Bei den Weltmeisterschaften 1991 in Tokio sprang Joyner-Kersee im Weitsprung 7,32 m und verteidigte damit ihren vier Jahre zuvor errungenen Weltmeistertitel. Wie bei den Olympischen Spielen von Seoul siegte sie vor Heike Drechsler. Den Siebenkampf im Rahmen der Weltmeisterschaften musste sie wegen einer Knöchelverletzung vorzeitig aufgeben. Neben den mit zunehmendem Alter häufiger auftretenden Sportverletzungen litt Joyner-Kersee an wiederkehrenden Asthmaanfällen. Bereits während ihrer Collegezeit war ihr Belastungsasthma diagnostiziert worden, das sie insbesondere bei niedrigen Temperaturen und trockener Luft einschränkte. Als weiteren potentiell hemmenden Faktor machten Sportjournalisten aus, dass Bob Kersee den Medien gegenüber stets betonte, Joyner-Kersee könne ihren Siebenkampf-Weltrekord noch weiter auf bis zu 7400 Punkte steigern. Kersee sagte später selbst, er habe während der Saisons 1990 und 1991 zu viel Druck auf seine Frau ausgeübt. Obwohl sie sich nicht mehr auf dem Leistungsstand von 1988 befand, war Joyner-Kersee auch bei den Olympischen Spielen 1992 in Barcelona Favoritin im Siebenkampf, zumal Larissa Nikitina – die einzige andere Athletin, die bis dahin die 7000-Punkte-Marke übertroffen hatte – verletzungsbedingt nicht am Wettkampf teilnahm. Joyner-Kersee übernahm nach der ersten Teildisziplin die Führung in der Punktewertung, erreichte am Ende 7044 Punkte und hatte damit knapp 200 Punkte Vorsprung auf die zweitplatzierte Irina Belowa. Im olympischen Weitsprung gewann Joyner-Kersee in Barcelona hinter Heike Drechsler und Inessa Krawez die Bronzemedaille. Joyner-Kersee bezeichnete Drechsler als Freundin und sagte gegenüber der Los Angeles Times, sie freue sich, dass diesmal ihre deutsche Konkurrentin als Siegerin aus dem Wettstreit hervorgegangen sei.
1993 wurde Joyner-Kersee in Eugene sowohl im Weitsprung als auch im Siebenkampf US-Meisterin. Bei den Weltmeisterschaften 1993 in Stuttgart trat sie nur im Siebenkampf an und gewann dort ihren insgesamt vierten Weltmeistertitel mit 6837 Punkten vor Sabine Braun. Während der Saison 1994 sprang Joyner-Kersee zweimal – im Mai in New York und im Juli in Sestriere – 7,49 m weit und verbesserte damit den (schon zuvor von ihr gehaltenen) amerikanischen Rekord. Bei den Goodwill Games 1994 in Sankt Petersburg entschied sie den Siebenkampf für sich. 1995 wurde sie nach einem weiteren US-Meistertitel im Siebenkampf bei den Weltmeisterschaften in Göteborg Sechste im Weitsprung. Sie qualifizierte sich sowohl im Siebenkampf als auch im Weitsprung ein viertes Mal für die Olympischen Spiele, die 1996 in Atlanta stattfanden. Den dortigen Siebenkampf beendete sie mit muskulären Problemen vorzeitig, Olympiasiegerin wurde die Syrerin Ghada Shouaa. Im Weitsprung lag Joyner-Kersee vor ihrem letzten Versuch auf dem sechsten Rang, ehe sie sich auf eine Weite von 7,00 m steigerte, die für den Gewinn der Bronzemedaille ausreichte (hinter Chioma Ajunwa und Fiona May).
Nach den Olympischen Spielen von Atlanta wechselte Joyner-Kersee vorübergehend wieder zum Basketball. Sie spielte für das Team Richmond Rage in der neugegründeten American Basketball League, wurde aber nur sporadisch eingesetzt und erzielte pro Spiel im Schnitt weniger als einen Punkt. Mehr als ein Jahrzehnt nach dem Ende ihrer Laufbahn im College-Basketball konnte sie mit den neuen Entwicklungen des Spiels nicht mehr Schritt halten und kehrte Anfang 1997 wieder ins Leichtathletiktraining zurück mit der Hoffnung, noch einen Weltrekord im Weitsprung aufzustellen. Sie qualifizierte sich ein letztes Mal für die Weltmeisterschaften 1997 in Athen und belegte im Weitsprungfinale den fünften Platz mit einer Weite von 6,79 m. Bei den Goodwill Games 1998 in New York bestritt Joyner-Kersee den letzten Siebenkampf ihrer Laufbahn, den sie mit einer Wertung von 6502 Punkten vor Le Shundra Nathan an erster Stelle abschloss. Anschließend erklärte sie im Alter von 36 Jahren im Sommer 1998 das Ende ihrer sportlichen Karriere. Im Vorfeld der Olympischen Spiele 2000 bemühte sie sich im Rahmen eines Comebacks um die Qualifikation für den amerikanischen Olympiakader im Weitsprung, scheiterte daran aber als Sechste der nationalen Ausscheidung.

### Engagement außerhalb des aktiven Sports

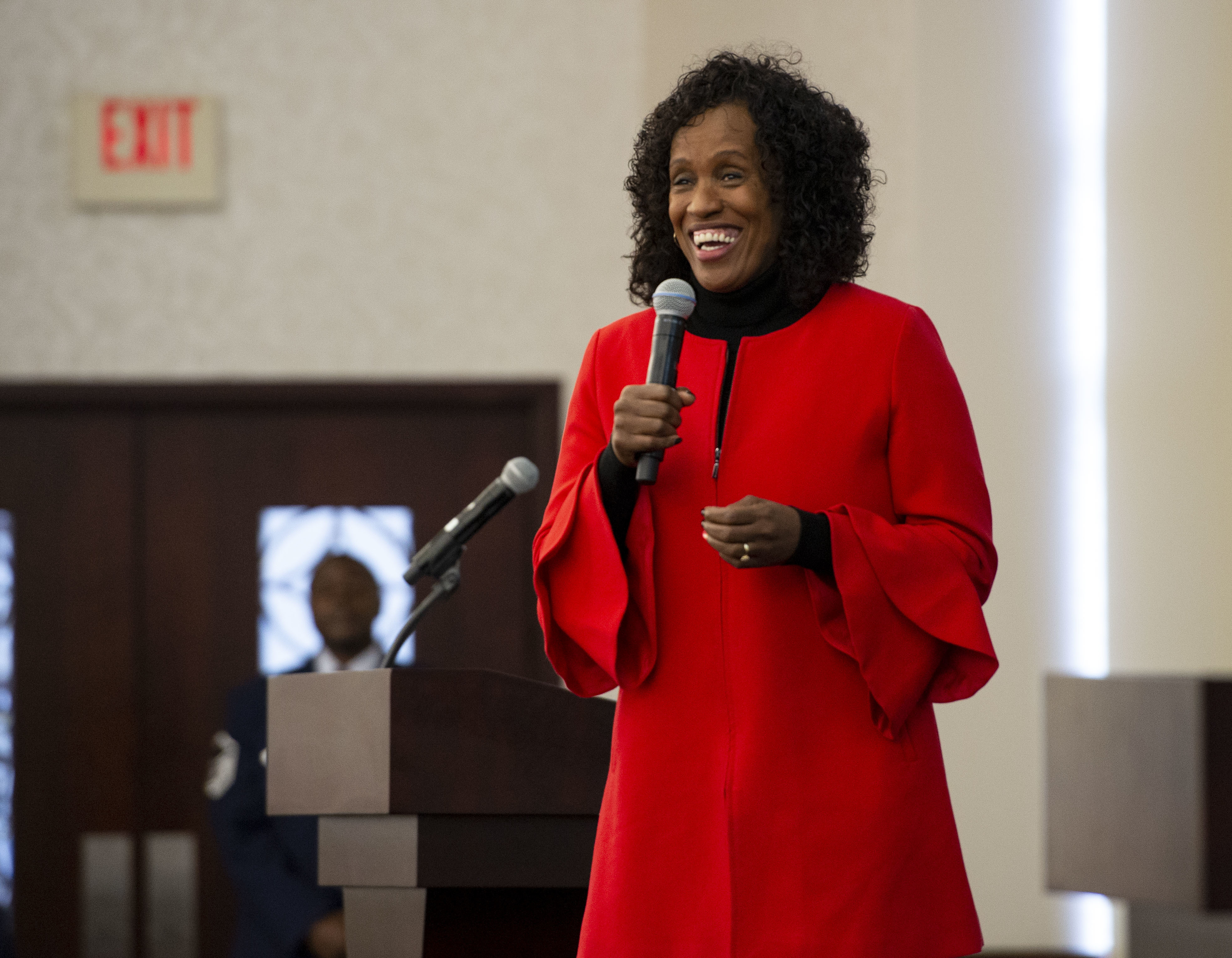
Joyner-Kersee bei einem Auftritt als Rednerin im Januar 2019

1988 rief Jackie Joyner-Kersee eine nach ihr benannte Stiftung ins Leben, um Geld für die Neugründung eines Jugendzentrums in ihrer Heimatstadt East St. Louis zu sammeln. Das alte Zentrum hatte Anfang der 1980er-Jahre geschlossen. Nachdem die Stiftung mehr als zwölf Millionen US-Dollar eingenommen hatte, öffnete im Jahr 2000 das Jackie Joyner-Kersee Center, dessen Angebot unter anderem Nachhilfeunterricht, Sportprogramme für Jugendliche und Workshops zu sozialer Kompetenz umfasste. Als Chief Executive Officer (CEO) ihrer Stiftung verwaltete Joyner-Kersee laut eigener Aussage im Jahr 2019 ein Budget von 1,4 bis 1,7 Millionen US-Dollar. Die Stiftung organisierte ihr zufolge jährlich zwei Fundraising-Veranstaltungen, Joyner-Kersee nahm für diesen Zweck außerdem Engagements als Rednerin wahr.
Zusammen mit mehreren anderen Sportlern wie dem Boxer Muhammad Ali und der Fußballspielerin Mia Hamm gründete Joyner-Kersee 2007 die Organisation Athletes for Hope mit dem Ziel, auch andere Sportler dazu zu bewegen, sich philanthropisch zu engagieren. Neben ihrer eigenen Autobiographie „A Kind of Grace“ veröffentlichte Joyner-Kersee zudem das Buch „A Woman's Place Is Everywhere“.
2016 bewarb sich Joyner-Kersee um die Präsidentschaft des nationalen Leichtathletik-Dachverbands USA Track & Field, zog ihre Kandidatur aber vor der Wahl zurück. Im Mai 2021 wurde sie in den Aufsichtsrat der Adidas AG gewählt.

## Öffentliches Bild und Würdigung

### Mediale Berichterstattung und Auszeichnungen
Jackie Joyner-Kersee erfuhr während ihrer Karriere große Anerkennung für ihre sportlichen Leistungen. Die amerikanische Presse nannte sie „wonder woman“, „superwoman“ oder „the world’s best female athlete“ (auf Deutsch: „beste Sportlerin der Welt“). Herausgehoben wurden ihre Zielstrebigkeit und ihr Ehrgeiz in Verbindung mit einem fordernden Trainingsplan und Hingabe zum Sport. Nachdem sie 1986 als erste Siebenkämpferin mehr als 7000 Punkte in einem Wettkampf erzielt hatte, zeichnete sie die Amateur Athletic Union mit dem jährlich verliehenen James E. Sullivan Award als beste amerikanische Amateursportlerin aus. Im folgenden Jahr ehrte sie die Nachrichtenagentur Associated Press als „Female Athlete of the Year“. Sowohl 1986 als auch 1987 erhielt Joyner-Kersee den vom nationalen Leichtathletikverband USA Track & Field verliehenen Jesse Owens Award und wurde vom Leichtathletikmagazin Track & Field News sowie vom olympischen Komitee der Vereinigten Staaten zur Sportlerin des Jahres gekürt.
Im Vorfeld der Olympischen Spiele 1988 galt die Vierergruppe aus den Joyner-Geschwistern Al und Jackie sowie ihren Ehepartnern Bob Kersee und Florence Griffith-Joyner in der Sportberichterstattung als „first family“ der Leichtathletik. Reporter betonten dabei die Unterschiede zwischen Jackie Joyner-Kersee und ihrer Schwägerin: Florence „Flo-Jo“ Griffith-Joyner stand für glamouröse Auftritte, die Weiblichkeit und Sportlichkeit auf der Rennbahn miteinander kombinierten, während Joyner-Kersee beide Aspekte voneinander trennte. Die Sportreporterin Christine Brennan schrieb im September 1988 für die Washington Post, Joyner-Kersees „beachtliche sportliche Leistungen“ in Seoul – zwei olympische Goldmedaillen und ein Weltrekord – seien „im Trubel der Flo-Jo-Modenschau untergegangen“ (im Original: „her substantial athletic accomplishments were hidden in the blur of the Flo-Jo fashion show“). Einen Monat später machte Frank Deford in Sports Illustrated die aufgekommene Diskussion über Doping dafür verantwortlich, dass die öffentliche Sympathie für Joyner-Kersee (und auch für Griffith-Joyner) ins Wanken geriet und ihre Leistungen mit Argwohn betrachtet wurden. In der Berichterstattung Anfang der 1990er-Jahre wurde Joyner-Kersee an ihren eigenen Rekorden aus den vorangegangenen Jahren gemessen. Dass sie ihre Bestleistung im Siebenkampf nicht noch weiter verbessern konnte und nicht mehr die Überlegenheit der Jahre von 1986 bis 1988 ausstrahlte, galt als Enttäuschung. Thomas Boswell schrieb nach Joyner-Kersees drittem Olympiasieg 1992 für die Washington Post, die Aufmerksamkeit der Weltöffentlichkeit sei an der Sportlerin „vorbeigezogen, ohne wirklich haften zu bleiben“ (im Original: „the world attention […] has brushed past her without truly sticking“).
Nach ihrem Karriereende fand Joyner-Kersee Berücksichtigung in mehreren Bestenlisten: Sports Illustrated for Women führte sie im Winter 1999/2000 vor der Leichtathletin und Golferin Babe Didrikson Zaharias, der Tennisspielerin Billie Jean King sowie der Eiskunstläuferin Sonja Henie als „Greatest Female Athlete of the 20th Century“ (auf Deutsch: „größte Sportlerin des 20. Jahrhunderts“). Der Sportsender ESPN setzte sie in seiner Rangliste der 100 besten nordamerikanischen Sportler des 20. Jahrhunderts auf Rang 23. Damit war Joyner-Kersee hinter Babe Didrikson (auf Platz 10) und Martina Navratilova (auf Platz 19) die am dritthöchsten positionierte Frau in der Liste. 2001 wählten sie die in der National Collegiate Athletic Association organisierten Schulen zur besten weiblichen Collegesportlerin der vorangegangenen 25 Jahre. Joyner-Kersee ist außerdem Mitglied verschiedener Ruhmeshallen: Unter anderem gehört sie seit 2004 der United States Olympic & Paralympic Hall of Fame an und seit 2012 der Hall of Fame des Leichtathletik-Weltverbands.

### Darstellung als schwarze Frau im Sport

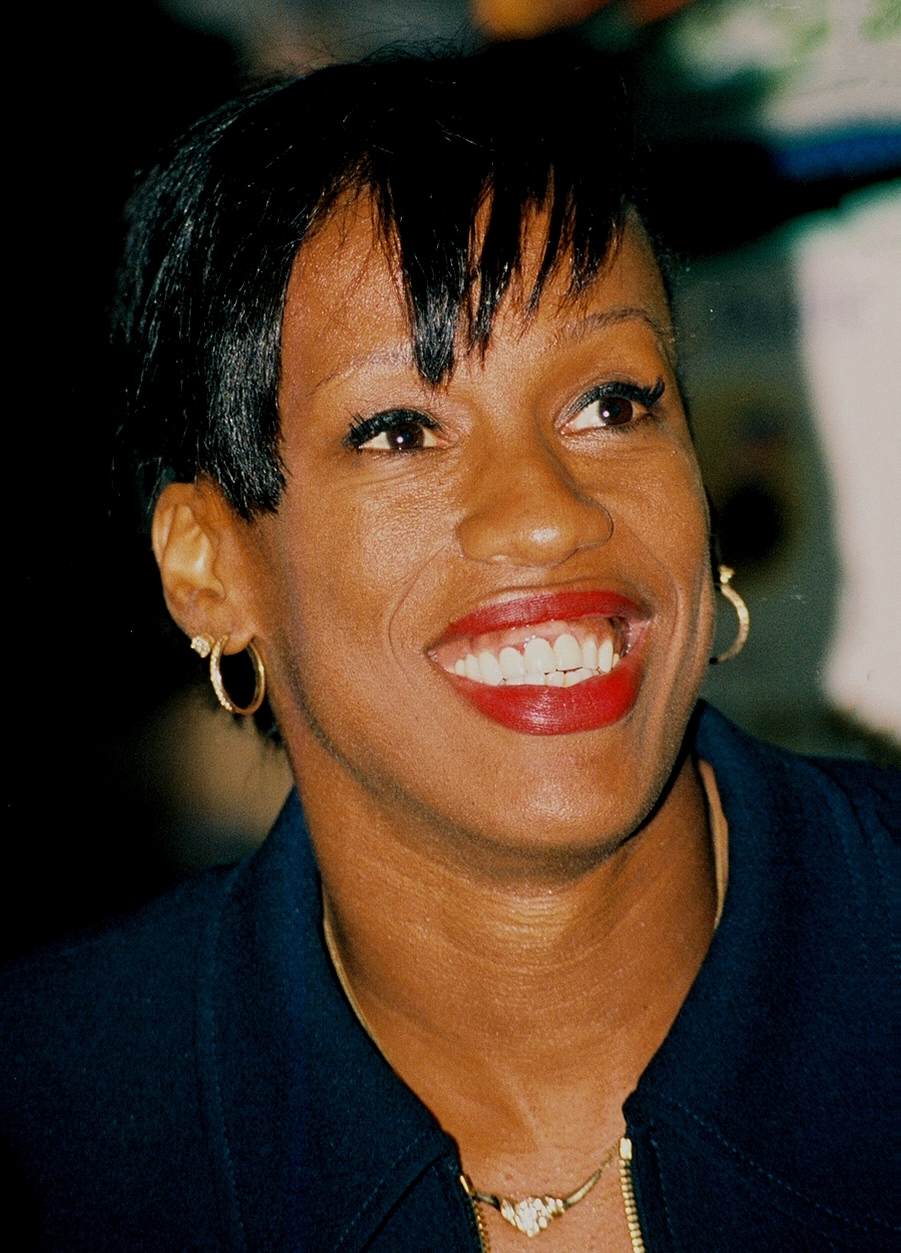
Joyner-Kersee bei einem öffentlichen Auftritt 1996

Die US-Historikerin Jennifer Lansbury widmete Joyner-Kersee ein Kapitel in dem 2014 veröffentlichten Buch „A Spectacular Leap“, in dem sie in sechs Einzelstudien die Sportkarrieren ausgewählter erfolgreicher schwarzer Sportlerinnen des 20. Jahrhunderts nachzeichnete und in den jeweiligen historischen Kontext einordnete. Laut Lansbury hatte die US-Öffentlichkeit in den 1980er- und 1990er-Jahren Frauen als Leichtathletinnen weitgehend akzeptiert, wenngleich es weiterhin Bedenken gab, ob sie weiblich genug seien. Insbesondere schwarze Sportlerinnen waren über weite Teile des 20. Jahrhunderts von dem Stereotyp betroffen, männliche Eigenschaften zu besitzen. Um diese Vorurteile zu widerlegen, hatte etwa der schwarze Trainer Ed Temple darauf bestanden, dass die von ihm in den 1960er-Jahren betreuten Leichtathletinnen wie Wilma Rudolph in erster Linie ihre Weiblichkeit betonen sollten, was sich in der Berichterstattung niederschlug.
Bei Berichten über Joyner-Kersee standen sportliche Aspekte, ihre Trainingsabläufe und ihre Leistungen, stärker im Vordergrund als bei den Sportlerinnen vorangegangener Jahrzehnte. Gleichzeitig spielte auch (wie zuvor bei Rudolph) ihr Aussehen eine Rolle, wenn sie etwa zu Interviews mit Lippenstift und Ohrschmuck erschien. Anlässlich ihrer Auszeichnung mit dem Sullivan Award 1986 wiesen Berichte ausdrücklich darauf hin, dass Joyner-Kersee nicht übermäßig männlich sei, sondern nur 1,78 m messe und 70 kg wiege, gut in High Heels aussehe, kochen könne und ein freundliches Lächeln habe. Lansbury erkannte darin das fortbestehende Bedürfnis der amerikanischen Öffentlichkeit nach der Beruhigung, dass auch Weltklassesportlerinnen – vor allem schwarze Spitzenathletinnen – weiblich und sogar glamourös seien. Joyner-Kersee machte sich dieses Bild anders als Florence Griffith-Joyner nicht vollständig zu eigen, worin Lansbury einen Grund dafür sah, dass sie auch kommerziell nicht so erfolgreich war wie ihre Schwägerin: Eine Siebenkämpferin, die für alle Zuschauer sichtbar während Wettkämpfen schwitzte, sei weniger attraktiv für die Öffentlichkeit gewesen als eine Sprinterin, die Sexualität und Schnelligkeit in Verbindung brachte. Dass Joyner-Kersee aber überhaupt ihre sportlichen Erfolge zu Geld machen konnte, hob sie von früheren schwarzen Sportlerinnen wie Wilma Rudolph und Wyomia Tyus ab: In der Lockerung der Amateurregeln und der beginnenden Kommerzialisierung der Leichtathletik in den 1980er-Jahren erkannte Lansbury die einschneidendste Veränderung in dem Sport, die es Joyner-Kersee überhaupt erlaubt habe, ihre Karriere nach der Collegezeit finanziell abgesichert fortzusetzen.
In ihrer 1997 erschienenen, gemeinsam mit der Ko-Autorin Sonja Steptoe verfassten Autobiographie „A Kind of Grace“ brachte Joyner-Kersee ihre Überzeugung zum Ausdruck, dass Sportlichkeit nicht unweiblich sei, sondern „eine Art von Anmut“, und dass sie in jeder Sportlerin Schönheit und Eleganz erkenne. Die Frauen- und Geschlechterforscherin Dawn Heinecken sah in diesem titelgebenden Zitat Joyner-Kersees Versuch, schwarze weibliche Sportlichkeit mit einem traditionellen femininen Rollenbild zu verbinden. Joyner-Kersee betone, dass sie Schminke, Nagellack und farbenfrohe Kleidung „so sehr wie jede andere Frau auch“ möge. Als Kind habe sie immer wie die anderen Mädchen behandelt werden wollen. Laut Heinecken setzte sich Joyner-Kersee in ihrer Autobiographie mit sexistischen und homophoben Ängsten gegenüber Frauen im Sport auseinander, indem sie anhand ihrer Lebensgeschichte herausstellte, dass Sport für schwarze Frauen eine Möglichkeit sei, einem Leben in Armut zu entkommen. Die Sorge etwa, dass Mädchen durch Sport lesbisch werden könnten, halte demnach gerade die Angehörigen von Minderheiten davon ab, sich sozial vollständig zu entfalten. Ihre eigene Heterosexualität bekräftigte Joyner-Kersee in ihrer Autobiographie nach Heineckens Ansicht durch Verweise auf ihre Ehe und auf ihren Wunsch, Mutter und Hausfrau zu werden.
Zum Ende ihrer jahrzehntelangen sportlichen Laufbahn attestierten Sportjournalisten Joyner-Kersee in würdigenden Beiträgen, sie habe zur zunehmenden Akzeptanz dafür beigetragen, dass Frauen Sport so intensiv wie Männer betreiben. Ein von Jennifer Lansbury zitierter Autor der New York Times schrieb, es sei Joyner-Kersees größter Erfolg, einen Beitrag dazu geleistet zu haben, dass es „für Frauen in Ordnung wurde, zu schwitzen“ (im Original: „[her] greatest achievement was that she helped make it O.K. for women to sweat“).

## Statistik

### Ergebnisse bei internationalen Meisterschaften
Jackie Joyner-Kersee trat zwischen 1983 und 1998 im Siebenkampf und im Weitsprung zu internationalen Meisterschaften an. Sie nahm an vier Olympischen Spielen und an sechs Weltmeisterschaften teil. Bei Olympia gewann sie drei Goldmedaillen, dazu einmal Silber und zweimal Bronze. Bei Weltmeisterschaften errang sie vier Titel. Außerdem siegte sie einmal im Weitsprung bei den Panamerikanischen Spielen und viermal im Siebenkampf bei den Goodwill Games.
Die folgende Tabelle nennt Joyner-Kersees Platzierungen bei den genannten internationalen Meisterschaften, basierend auf den Einträgen in der Datenbank von World Athletics.
| Jahr                    | Ort              | Siebenkampf | Weitsprung |
| ----------------------- | ---------------- | ----------- | ---------- |
| Olympische Spiele       |                  |             |            |
| 1984                    | Los Angeles      | 2.          | 5.         |
| 1988                    | Seoul            | 1.          | 1.         |
| 1992                    | Barcelona        | 1.          | 3.         |
| 1996                    | Atlanta          | DNF         | 3.         |
| Weltmeisterschaften     |                  |             |            |
| 1983                    | Helsinki         | DNF         | DNS        |
| 1987                    | Rom              | 1.          | 1.         |
| 1991                    | Tokio            | DNF         | 1.         |
| 1993                    | Stuttgart        | 1.          | –          |
| 1995                    | Göteborg         | –           | 6.         |
| 1997                    | Athen            | –           | 5.         |
| Panamerikanische Spiele |                  |             |            |
| 1987                    | Indianapolis     | –           | 1.         |
| Goodwill Games          |                  |             |            |
| 1986                    | Moskau           | 1.          | –          |
| 1990                    | Seattle          | 1.          | –          |
| 1994                    | Sankt Petersburg | 1.          | –          |
| 1998                    | New York City    | 1.          | –          |

### Ergebnisse bei nationalen Meisterschaften
Joyner-Kersee gewann in den 1980er- und 1990er-Jahren insgesamt sechs nationale Meistertitel im Siebenkampf, acht im Weitsprung und einen über 100 m Hürden (jeweils im Freien). Seit 1992 sind in olympischen Jahren die US Olympic Trials – die nationale Olympia-Qualifikation – zugleich auch US-Meisterschaften. Bis 1988 fanden die Trials getrennt von den Meisterschaften statt. Bei diesen Veranstaltungen feierte Joyner-Kersee drei weitere Siege, die von USA Track & Field ebenfalls als nationale Meistertitel gewertet werden.
Die folgende Tabelle nennt Joyner-Kersees Platzierungen bei US-Meisterschaften und bei US Olympic Trials. Sie baut auf den Angaben der Track & Field News auf. Nicht aufgeführt werden die (nicht vollständig vorliegenden) Ergebnisse bei US-Hallenmeisterschaften und bei den NCAA-Meisterschaften. Laut den Angaben von USA Track & Field gewann Joyner-Kersee einen nationalen Hallentitel über 60 m Hürden (1992) und drei im Weitsprung (1992, 1994 und 1995) sowie als College-Athletin zwei NCAA-Titel im Siebenkampf (1982 und 1983).
| Jahr                          | Ort           | Siebenkampf | Weitsprung | 100 m Hürden |
| ----------------------------- | ------------- | ----------- | ---------- | ------------ |
| US-Meisterschaften (Freiluft) |               |             |            |              |
| 1981                          | Spokane 1     | 2.          | –          | –            |
| 1982                          | Los Angeles   | 1.          | –          | –            |
| 1983                          | Westwood      | 2.          | 4.         | –            |
| 1984                          | Westwood      | –           | 3.         | –            |
| 1987                          | San José      | 1.          | 1.         | –            |
| 1990                          | Norwalk       | –           | 1.         | –            |
| 1991                          | New York City | 1.          | 1.         | –            |
| 1992                          | New Orleans   | 1.          | 1.         | –            |
| 1993                          | Eugene        | 1.          | 1.         | –            |
| 1994                          | Knoxville     | –           | 1.         | 1.           |
| 1995                          | Sacramento    | 1.          | 1.         | –            |
| 1996                          | Atlanta       | 2.          | 1.         | –            |
| 1997                          | Indianapolis  | –           | 2.         | –            |
| 2000                          | Sacramento    | –           | 6.         | –            |
| US Olympic Trials             |               |             |            |              |
| 1980                          | Eugene        | –           | 8.         | –            |
| 1984                          | San José      | 1.          | 2.         | –            |
| 1988                          | Indianapolis  | 1.          | 1.         | –            |

### Persönliche Bestleistungen
Die folgende Tabelle nennt die persönlichen Bestleistungen Joyner-Kersees in den Disziplinen, die in ihrer Athletenbiographie von USA Track & Field aufgeführt werden. Die Daten der zugehörigen Wettkämpfe stammen aus der Datenbank von World Athletics.
| Disziplin    | Leistung    | Datum         | Ort           |
| ------------ | ----------- | ------------- | ------------- |
| Freiluft     |             |               |               |
| 200 m        | 22,30 s     | 15. Juli 1988 | Indianapolis  |
| 400 m        | 53,60 s     | 2. Sep. 1984  | Rieti         |
| 800 m        | 2:08,51 min | 24. Sep. 1988 | Seoul         |
| 100 m Hürden | 12,61 s     | 28. Mai 1988  | San José      |
| 400 m Hürden | 55,05 s     | 30. Aug. 1985 | Brüssel       |
| Hochsprung   | 1,93 m      | 16. Juni 1984 | Los Angeles   |
| Hochsprung   | 1,93 m      | 15. Juli 1988 | Indianapolis  |
| Weitsprung   | 7,49 m      | 22. Mai 1994  | New York City |
| Weitsprung   | 7,49 m      | 31. Juli 1994 | Sestriere     |
| Kugelstoßen  | 16,00 m *   | 31. Aug. 1987 | Rom           |
| Speerwurf    | 43,33 m *   | 22. Juli 1998 | New York City |
| Siebenkampf  | 7291 Pkt.   | 24. Sep. 1988 | Seoul         |
| Halle        |             |               |               |
| 60 m Hürden  | 7,81 s      | 5. Feb. 1989  | Fairfax       |
| Weitsprung   | 7,13 m      | 5. März 1994  | Atlanta       |

- Im Kugelstoßen nennen mehrere Medienberichte 16,84 m (beziehungsweise 55 Fuß und 3 Zoll) als Joyner-Kersees persönliche Bestweite, die sie demnach 1988 aufstellte.[90]
- Im Speerwurf erreichte Joyner-Kersee 1986 eine Weite von 50,12 m, die so auch bei World Athletics geführt wird. Sie erzielte diese Leistung mit einem Speer, der gegenüber dem heute verwendeten einen anderen Schwerpunkt hatte und deswegen weiter flog.

#### Siebenkampf
Jackie Joyner-Kersee bestritt in ihrer Laufbahn insgesamt mindestens 36 Mehrkämpfe, von denen sie mindestens 25 für sich entschied. Zwischen ihrem ersten olympischen Auftritt 1984, bei dem sie hinter Glynis Nunn die Silbermedaille gewann, und den US Olympic Trials 1996, bei denen Kelly Blair sie um drei Punkte schlug, siegte Joyner-Kersee über eine Zeitspanne von zwölf Jahren in allen Siebenkämpfen, die sie beendete. (Bei den Weltmeisterschaften 1991 stieg sie verletzungsbedingt vorzeitig aus dem Wettbewerb aus.) Insgesamt gewann Joyner-Kersee im Siebenkampf zwei olympische Goldmedaillen (1988 und 1992), zwei Weltmeistertitel (1987 und 1993) und sechs nationale Meistertitel (1982, 1987, 1991, 1992, 1993 und 1995). Sie stellte vier Weltrekorde auf, wobei ihre 1988 erzielte persönliche Bestleistung von 7291 Punkten bis heute – Stand: März 2025 – von keiner Sportlerin übertroffen wurde und damit aktueller Weltrekord ist.
Die folgende Tabelle listet die 28 Siebenkämpfe mit Joyner-Kersees Beteiligung auf, die in der Datenbank des Leichtathletik-Weltverbands World Athletics verzeichnet sind und von denen sie 22 an erster Stelle beendete. In der Datenbank – und daher in dieser Liste – nicht enthalten sind die Mehrkämpfe, die Joyner-Kersee vor 1983 bestritt. Dazu gehören unter anderem ihr Sieg bei den US-Meisterschaften 1982 mit 6041 Punkten und ihr Sieg bei den NCAA-Meisterschaften des gleichen Jahres mit 6099 Punkten. Angegeben sind die Rahmendaten des jeweiligen Wettbewerbs (wobei sich das Datum stets auf den abschließenden zweiten Tag des Siebenkampfs bezieht), die von Joyner-Kersee erreichte Platzierung und ihre dabei erzielte Punktzahl. Die Punkteangaben sind analog zur Datenbank von World Athletics jeweils auf die 1985 eingeführte neue Punktetabelle umgerechnet. In der Spalte Rekord ist angemerkt, ob es sich bei der Leistung um einen nationalen Rekord oder um einen Weltrekord handelte. Sofern die World-Athletics-Datenbank Joyner-Kersees Ergebnisse in den einzelnen Teildisziplinen nennt, sind diese in der Tabelle ebenfalls erfasst.
Abkürzungen:
- Erster Wettkampftag: 100 H: 100-Meter-Hürdenlauf; Hoch: Hochsprung; Kugel: Kugelstoßen; 200: 200-Meter-Lauf
- Zweiter Wettkampftag: Weit: Weitsprung; Speer: Speerwurf; 800: 800-Meter-Lauf

| Datum         | Wettkampf                | Ort              | Platz | Punkte | Rekord | 100 H (s)                        | Hoch (m)                         | Kugel (m)                        | 200 (s)                          | Weit (m)                         | Speer (m)                        | 800 (min)                        |
| ------------- | ------------------------ | ---------------- | ----- | ------ | ------ | -------------------------------- | -------------------------------- | -------------------------------- | -------------------------------- | -------------------------------- | -------------------------------- | -------------------------------- |
| 31. Mai 1983  | NCAA-Meisterschaften     | Houston          | 1.    | 6390   |        | keine Einzelergebnisse angegeben | keine Einzelergebnisse angegeben | keine Einzelergebnisse angegeben | keine Einzelergebnisse angegeben | keine Einzelergebnisse angegeben | keine Einzelergebnisse angegeben | keine Einzelergebnisse angegeben |
| 22. Juni 1983 | US-Meisterschaften       | Westwood         | 2.    | 6386   |        | keine Einzelergebnisse angegeben | keine Einzelergebnisse angegeben | keine Einzelergebnisse angegeben | keine Einzelergebnisse angegeben | keine Einzelergebnisse angegeben | keine Einzelergebnisse angegeben | keine Einzelergebnisse angegeben |
| 9. Aug. 1983  | Weltmeisterschaften      | Helsinki         | DNF   | –      |        | 13,69                            | 1,86                             | 12,73                            | 23,73                            | DNS                              |                                  |                                  |
| 27. Apr. 1984 | Mt. SAC Relays           | Walnut           | 1.    | 6328   |        | keine Einzelergebnisse angegeben | keine Einzelergebnisse angegeben | keine Einzelergebnisse angegeben | keine Einzelergebnisse angegeben | keine Einzelergebnisse angegeben | keine Einzelergebnisse angegeben | keine Einzelergebnisse angegeben |
| 17. Juni 1984 | US Olympic Trials        | Los Angeles      | 1.    | 6579   | NR     | 13,61                            | 1,93                             | 13,06                            | 23,77                            | 6,81                             | 45,38                            | 2:13,41                          |
| 4. Aug. 1984  | Olympische Spiele        | Los Angeles      | 2.    | 6385   |        | 13,63                            | 1,80                             | 14,39                            | 24,05                            | 6,11                             | 44,52                            | 2:13,03                          |
| 28. Juli 1985 | National Sports Festival | Baton Rouge      | 1.    | 6718   |        | 13,32                            | 1,82                             | 14,72                            | 23,59                            | 6,69                             | 45,04                            | 2:11,46                          |
| 25. Apr. 1986 | Mt. SAC Relays           | Walnut           | 1.    | 6910   | Anm.   | 12,90                            | 1,86                             | 14,75                            | 23,24                            | 6,85                             | 48,28                            | 2:14,11                          |
| 25. Mai 1986  | Mehrkampf-Meeting Götzis | Götzis           | 1.    | 6841   | NR     | 13,09                            | 1,87                             | 14,34                            | 23,63                            | 6,76                             | 48,88                            | 2:14,58                          |
| 7. Juli 1986  | Goodwill Games           | Moskau           | 1.    | 7148   | WR     | 12,85                            | 1,88                             | 14,76                            | 23,00                            | 7,01                             | 49,86                            | 2:10,02                          |
| 2. Aug. 1986  | Olympic Festival         | Houston          | 1.    | 7158   | WR     | 13,18                            | 1,88                             | 15,20                            | 22,85                            | 7,03                             | 50,12                            | 2:09,69                          |
| 24. Juni 1987 | US-Meisterschaften       | San José         | 1.    | 6979   |        | 12,90                            | 1,85                             | 15,17                            | 23,02                            | 7,25                             | 40,24                            | 2:13,07                          |
| 1. Sep. 1987  | Weltmeisterschaften      | Rom              | 1.    | 7128   |        | 12,91                            | 1,90                             | 16,00                            | 22,95                            | 7,14                             | 45,68                            | 2:16,29                          |
| 16. Juli 1988 | US Olympic Trials        | Indianapolis     | 1.    | 7215   | WR     | 12,71                            | 1,93                             | 15,65                            | 22,30                            | 7,00                             | 50,08                            | 2:20,70                          |
| 24. Sep. 1988 | Olympische Spiele        | Seoul            | 1.    | 7291   | WR     | 12,69                            | 1,86                             | 15,80                            | 22,56                            | 7,27                             | 45,66                            | 2:08,51                          |
| 20. Apr. 1990 | California Invitational  | Azusa            | 1.    | 6701   |        | 12,81                            | 1,83                             | 14,35                            | 23,08                            | 6,75                             | 42,94                            | 2:19,42                          |
| 23. Juli 1990 | Goodwill Games           | Seattle          | 1.    | 6783   |        | 12,79                            | 1,87                             | 13,93                            | 24,26                            | 6,91                             | 47,64                            | 2:17,41                          |
| 13. Juni 1991 | US-Meisterschaften       | New York City    | 1.    | 6878   |        | 12,77                            | 1,89                             | 15,62                            | 23,42                            | 6,97                             | 43,28                            | 2:22,12                          |
| 27. Aug. 1991 | Weltmeisterschaften      | Tokio            | DNF   | –      |        | 12,96                            | 1,91                             | 15,30                            | DNF                              | DNS                              |                                  |                                  |
| 21. Juni 1992 | US Olympic Trials        | New Orleans      | 1.    | 6695   |        | 12,93                            | 1,85                             | 15,31                            | 23,67                            | 6,98                             | 46,72                            | 2:32,53                          |
| 2. Aug. 1992  | Olympische Spiele        | Barcelona        | 1.    | 7044   |        | 12,85                            | 1,91                             | 14,13                            | 23,12                            | 7,10                             | 44,98                            | 2:11,78                          |
| 16. Juni 1993 | US-Meisterschaften       | Eugene           | 1.    | 6770   |        | 13,01                            | 1,85                             | 15,37                            | 23,40                            | 7,07                             | 41,64                            | 2:11,59                          |
| 17. Aug. 1993 | Weltmeisterschaften      | Stuttgart        | 1.    | 6837   |        | 12,89                            | 1,81                             | 14,38                            | 23,19                            | 7,04                             | 43,76                            | 2:14,49                          |
| 26. Juli 1994 | Goodwill Games           | Sankt Petersburg | 1.    | 6606   |        | 12,77                            | 1,84                             | 14,02                            | 23,68                            | 6,96                             | 42,66                            | 2:26,76                          |
| 15. Juni 1995 | US-Meisterschaften       | Sacramento       | 1.    | 6375   |        | keine Einzelergebnisse angegeben | keine Einzelergebnisse angegeben | keine Einzelergebnisse angegeben | keine Einzelergebnisse angegeben | keine Einzelergebnisse angegeben | keine Einzelergebnisse angegeben | keine Einzelergebnisse angegeben |
| 15. Juni 1996 | US Olympic Trials        | Atlanta          | 2.    | 6403   |        | keine Einzelergebnisse angegeben | keine Einzelergebnisse angegeben | keine Einzelergebnisse angegeben | keine Einzelergebnisse angegeben | keine Einzelergebnisse angegeben | keine Einzelergebnisse angegeben | keine Einzelergebnisse angegeben |
| 28. Juli 1996 | Olympische Spiele        | Atlanta          | DNF   | –      |        | 13,24                            | DNS                              |                                  |                                  |                                  |                                  |                                  |
| 22. Juli 1998 | Goodwill Games           | New York City    | 1.    | 6502   |        | 13,29                            | 1,75                             | 15,59                            | 24,47                            | 6,73                             | 43,33                            | 2:17,61                          |

#### Weitsprung
Joyner-Kersee bezeichnete den Weitsprung als ihre vorderste Leidenschaft und schrieb in ihrer Autobiographie: „I care about long jumping the way Maya Angelou cares about her poetry and Whitney Houston cares about her voice“ (auf Deutsch: „Das Weitspringen ist mir so wichtig wie Maya Angelou ihre Gedichte und Whitney Houston ihre Stimme“). Der Leichtathletiktrainer Jim Alford analysierte ihren Weitsprung bei den Olympischen Spielen 1988 mit dem Schluss, bei ihrem Absprung kombiniere sie hohe Anlaufgeschwindigkeit mit einem ausgezeichneten Auftrieb („lift“). Sie finde damit eine gute Feinabstimmung zwischen horizontaler und vertikaler Geschwindigkeit.
Die folgende Tabelle zeigt alle in der Datenbank von World Athletics verzeichneten Weitsprungwettkämpfe, die Joyner-Kersee mit einer Bestweite von 7,20 m oder mehr beendete. Bei dieser Weite (7,20 m) lag der Weltrekord im Weitsprung von Vali Ionescu zu Beginn des Jahres 1983, in dem Joyner-Kersee ihre ersten internationalen Wettbewerbe bestritt. Der Rekord wurde bis Juni 1983 von Anișoara Cușmir auf 7,43 m verbessert. Joyner-Kersee selbst hielt nach ihrem Sprung auf 7,45 m im August 1987 für zehn Monate den Weltrekord gemeinsam mit Heike Drechsler, ehe Galina Tschistjakowa im Juni 1988 die heute – Stand: März 2025 – noch gültige Bestmarke von 7,52 m erzielte. Ihre persönliche Bestleistung steigerte Joyner-Kersee 1994 auf 7,49 m. Diese Weite ist weiterhin amerikanischer Rekord.
Die letzte Spalte in der Tabelle nennt die Windunterstützung Joyner-Kersees bei ihrem jeweiligen Sprung. Rot markiert sind Sprünge, bei denen ein Rückenwind von mehr als zwei Meter pro Sekunde gemessen wurde. Eine solche Windunterstützung gilt als irregulär, die betroffenen Leistungen werden nur innerhalb des jeweiligen Wettkampfs gewertet, aber nicht als Rekord.
| Datum         | Wettkampf                              | Ort           | Platz | Weite  | Wind         |
| ------------- | -------------------------------------- | ------------- | ----- | ------ | ------------ |
| 22. Mai 1994  | New York Games                         | New York City | 1.    | 7,49 m | 1,3 m/s      |
| 31. Juli 1994 | Internationaler Wettkampf in Sestriere | Sestriere     | 1.    | 7,49 m | 1,7 m/s      |
| 13. Aug. 1987 | Panamerikanische Spiele                | Indianapolis  | 1.    | 7,45 m | 0,6 m/s      |
| 23. Juli 1988 | US Olympic Trials                      | Indianapolis  | 1.    | 7,45 m | 2,6 m/s      |
| 29. Sep. 1988 | Olympische Spiele                      | Seoul         | 1.    | 7,40 m | 0,9 m/s      |
| 25. Juni 1988 | Michelob Invitational                  | San Diego     | 1.    | 7,39 m | keine Angabe |
| 4. Sep. 1987  | Weltmeisterschaften                    | Rom           | 1.    | 7,36 m | 0,4 m/s      |
| 22. Juli 1994 | Oslo Bislett Games                     | Oslo          | 1.    | 7,33 m | 3,3 m/s      |
| 25. Aug. 1991 | Weltmeisterschaften                    | Tokio         | 1.    | 7,32 m | 0,0 m/s      |
| 28. Mai 1994  | San José Bruce Jenner Classic          | San José      | 1.    | 7,30 m | 0,7 m/s      |
| 24. Sep. 1988 | Olympische Spiele                      | Seoul         | 1. SK | 7,27 m | 0,7 m/s      |
| 24. Juni 1987 | US-Meisterschaften                     | San José      | 1. SK | 7,25 m | 2,3 m/s      |
| 21. Aug. 1985 | Weltklasse Zürich                      | Zürich        | 2.    | 7,24 m | −0,1 m/s     |
| 22. Juli 1988 | US Olympic Trials (Qualifikation)      | Indianapolis  | q     | 7,22 m | 1,5 m/s      |
| 3. Sep. 1994  | IAAF Grand Prix Final                  | Paris         | 1.    | 7,21 m | 0,7 m/s      |
| 18. Mai 1996  | Atlanta Grand Prix                     | Atlanta       | 1.    | 7,20 m | 1,0 m/s      |

## Veröffentlichungen
- mit Lindsey Johnson: A woman's place is everywhere: inspirational profiles of female leaders who are expanding the roles of American women. MasterMedia, New York, 1994, ISBN 0-942361-97-0.
- mit Sonja Steptoe: A kind of grace: the autobiography of the world's greatest female athlete. Warner Books, New York, 1997, ISBN 0-446-52248-1. Online verfügbar im Textarchiv – Internet Archive